# Sericosema simularia
Sericosema simularia är en fjärilsart som beskrevs av Taylor 1906. Sericosema simularia ingår i släktet Sericosema och familjen mätare. Inga underarter finns listade i Catalogue of Life.